# Totua
Totua gracilipes es una especie de araña araneomorfa de la familia Linyphiidae. Es el único miembro del género monotípico Totua.

## Distribución
Se encuentra en Brasil, donde fue descubierta en Rio Grande do Sul.